# Niger
 Denne artikel omhandler landet Niger. Opslagsordet har også en anden betydning, se Niger (flod).
 For alternative betydninger, se Niger (flertydig). (Se også artikler, som begynder med Niger)
Republikken Niger er et land beliggende i det nordlige Afrika, navngivet efter Nigerfloden. Niger grænser op til Nigeria og Benin mod syd, Burkina Faso og Mali mod vest, Algeriet og Libyen mod nord og Tchad mod øst. En stor del af landet ligger i Sahelbæltet.
I dag er Niger et af verdens fattigste og mest underudviklede lande. Tørke og græshoppesværme ødelægger gang på gang bøndernes afgrøder og sætter landets økonomi ud af kurs. Knaphed på frugtbar jord og vand er ofte skyld i stridigheder mellem især de forskellige etniske grupper i Niger.

## Historie

### Tidlig historie
Indtil koloniseringen var Niger en af de vigtigste handelsruter i Vestafrika, og store stammer som f.eks. Songhai, Mali, Gao og Hausa gjorde krav på området.

### Kolonisering
Den franske kolonisering begyndte i starten af 1900-tallet, men franskmændene mødte modstand fra især nomadefolket Tuareg. I 1922 blev Niger en fransk koloni og blev en del af Fransk Vestafrika. I 1956 fik Niger igen politisk indflydelse, da Frankrig ophævede de ulige stemmerettigheder. Denne indflydelse øgedes yderligere i 1958, hvor Niger blev en selvstyrende stat under Frankrig. Den 3. august 1960 blev Niger selvstændigt.

### Efter selvstændighed
De første fjorten år efter Niger opnåede selvstændighed, blev landet ledet enevældigt af præsident Hamani Diori. I 1974 blev Niger ramt af tørke. Tørken, kombineret med beskyldninger om korruption, resulterede i at regeringen mistede al støtte og blev væltet af et militærkup. Seyni Kountché ledede landet derefter indtil hans død i 1987, hvorefter general Ali Saibou tog over. Saibou løslod politiske fanger og indførte reformer der skulle gavne Nigers befolkning, men borgernes ønske om et demokratisk multi-partisk system blev for stort og han var tvunget til at afgive magten. I begyndelsen af 90'erne opstod nye partier og en debat om hvordan samfundet skulle indrettes, begyndte at tage form. I 1993 blev Nigers første demokratiske regering valgt. I 2010 blev præsidenten Mamadou Tandja styrtet i et militærkup, efter at have forsøgt at ændre grundloven, så han kunne blive valgt igen.
Politisk er Niger pr. 2023 stadig præget af interne spændinger mellem forskellige etniske grupperinger, ligesom landets militær og sikkerhedsstyrker kæmper mod flere jihadistiske oprørs- og terrorgrupper i landet. Den usikre sikkerhedsmæssige situation fik i juli 2023 militæret til at gennemføre et militærkup, hvor landets demokratisk valgte præsident, Mohamed Bazoum blev afsat og general Abdourahamane Tchiani erklærede sig for landets nye leder. 

## Geografi
Nigers areal måler 1,267,000 km2, hvilket gør det til verdens 22. største land. Landets subtropiske klima er ekstremt tørt, og store områder af Niger er dækket af ørken.
I den sydøstlige del af landet ligger det biologisk vigtige naturområde Termit Massif. Området er præget af sandklitter.

### Administrativ inddeling
Niger er inddelt i syv regioner og et hovedstadsdistrikt (Niamey). Regionerne er inddelt i 36 departementer (départements) som igen er inddelt i 265 kommuner (communes).

## Galleri
- Kort over Niger
- Nigersk kvinde fra Termit